# Canciones de amor (álbum de Leo Dan)
Canciones de Amor,—en inglés Love Songs—  es un álbum recopilatorio del cantante argentino Leo Dan, lanzado en el año 2006 por el sello Sony BMG.
El álbum contiene una selección variada de temas de balada y ranchera del artista. Todas las canciones escritas por Leo Dan, excepto donde se anote.
| Canciones de Amor |                                                                 |                      |          |  |
| N.º               | Título                                                          | Escritor(es)         | Duración |  |
| 1.                | «¡Cómo te extraño mi amor!» (Del álbum Cómo te extraño mi amor) |                      | 3:00     |  |
| 2.                | «Te he prometido»                                               |                      | 3:12     |  |
| 3.                | «Yo Sé Que No Es Feliz»                                         | Leo Dan              | 3:27     |  |
| 4.                | «Tú Me Pides Que Te olvide» (Balada)                            |                      | 3:34     |  |
| 5.                | «El Amor Estuvo Aquí»                                           | Leo Dan              | 3:18     |  |
| 6.                | «Mary Es Mi Amor»                                               | Leo Dan              | 3:16     |  |
| 7.                | «Tu Llegaste, Cuando Menos Te Esperaba»                         | Leo Dan              | 3:24     |  |
| 8.                | «Celia»                                                         | Leo Dan              | 1:54     |  |
| 9.                | «Esa Pared» ((Con Mariachi) [Bolero Ranchero])                  |                      | 3:05     |  |
| 10.               | «¿Quién Te Dijo?»                                               | Leo Dan y Dino Ramos | 3:00     |  |
| 11.               | «Siempre Estoy Pensando En Ella» ((Bolero Balada))              | Leo Dan              | 3:47     |  |
| 12.               | «Fue una noche de verano»                                       | Leo Dan              | 3:45     |  |
| 13.               | «Fue Una Noche De Verano»                                       | Leo Dan              | 3:26     |  |
| 14.               | «Pídeme La Luna»                                                | Leo Dan              | 3:45     |  |